# Echinopsis bridgesii
Echinopsis bridgesii är en kaktusväxtart som beskrevs av Salm-dyck. Echinopsis bridgesii ingår i släktet Echinopsis och familjen kaktusväxter.

## Underarter
Arten delas in i följande underarter:
- E. b. bridgesii
- E. b. vallegrandensis
- E. b. yungasensis

## Bildgalleri

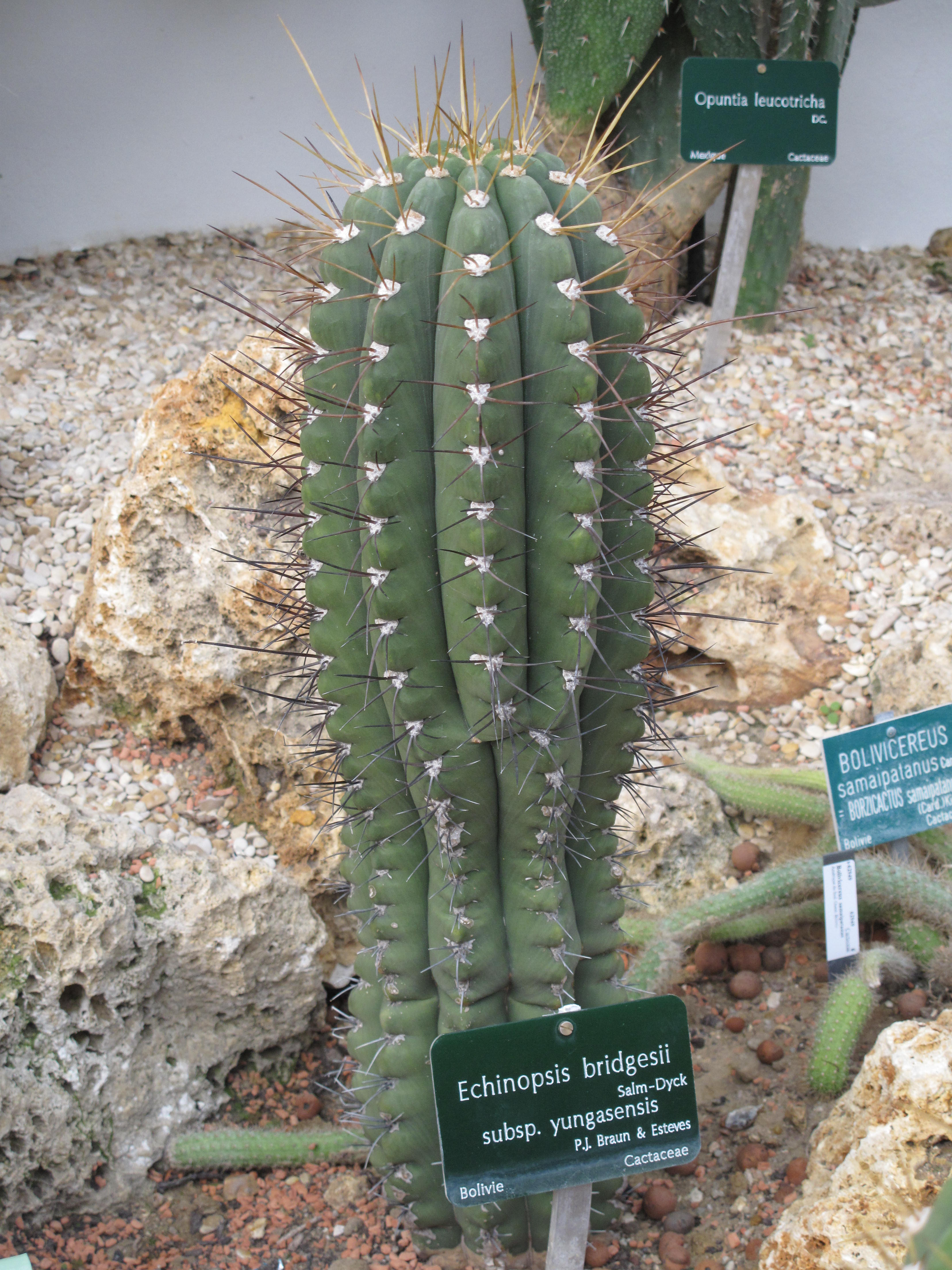
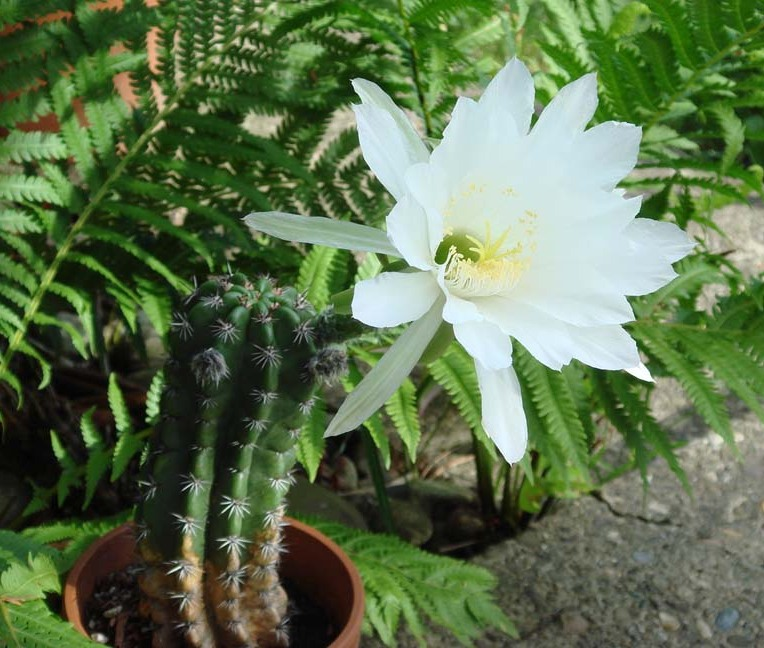